# جسر جليانة

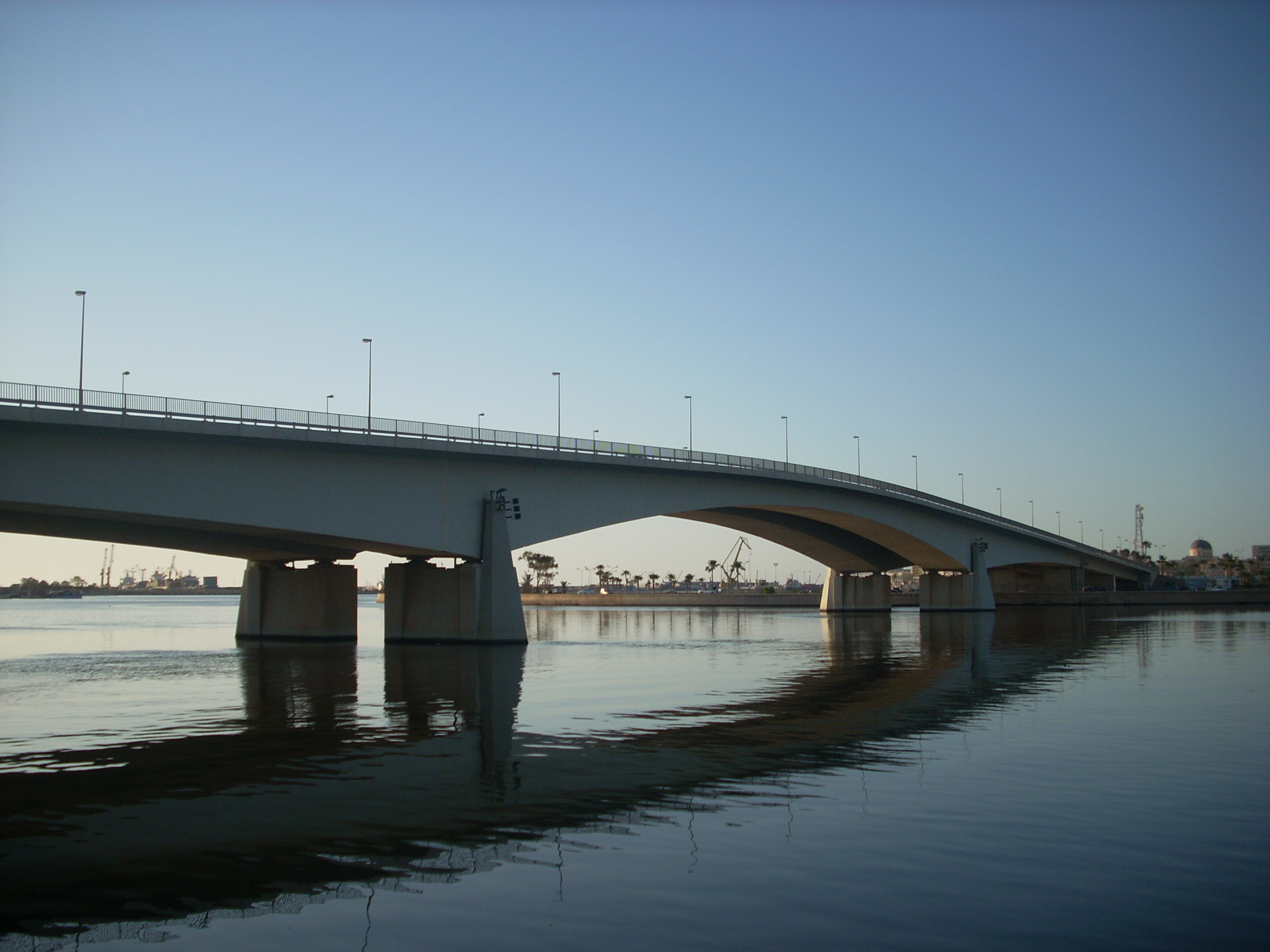
جسر جليانة

جسر جليانة هو جسر يوجد في بنغازي بليبيا. وبنيته الأساسية مكونة من ثلاث دورات شُيدت في السبعينيات، لكن أعيد تأهيلها في عام 2005 بواسطة شركة بيلفينجر بيرجر.